# Lilli Messina

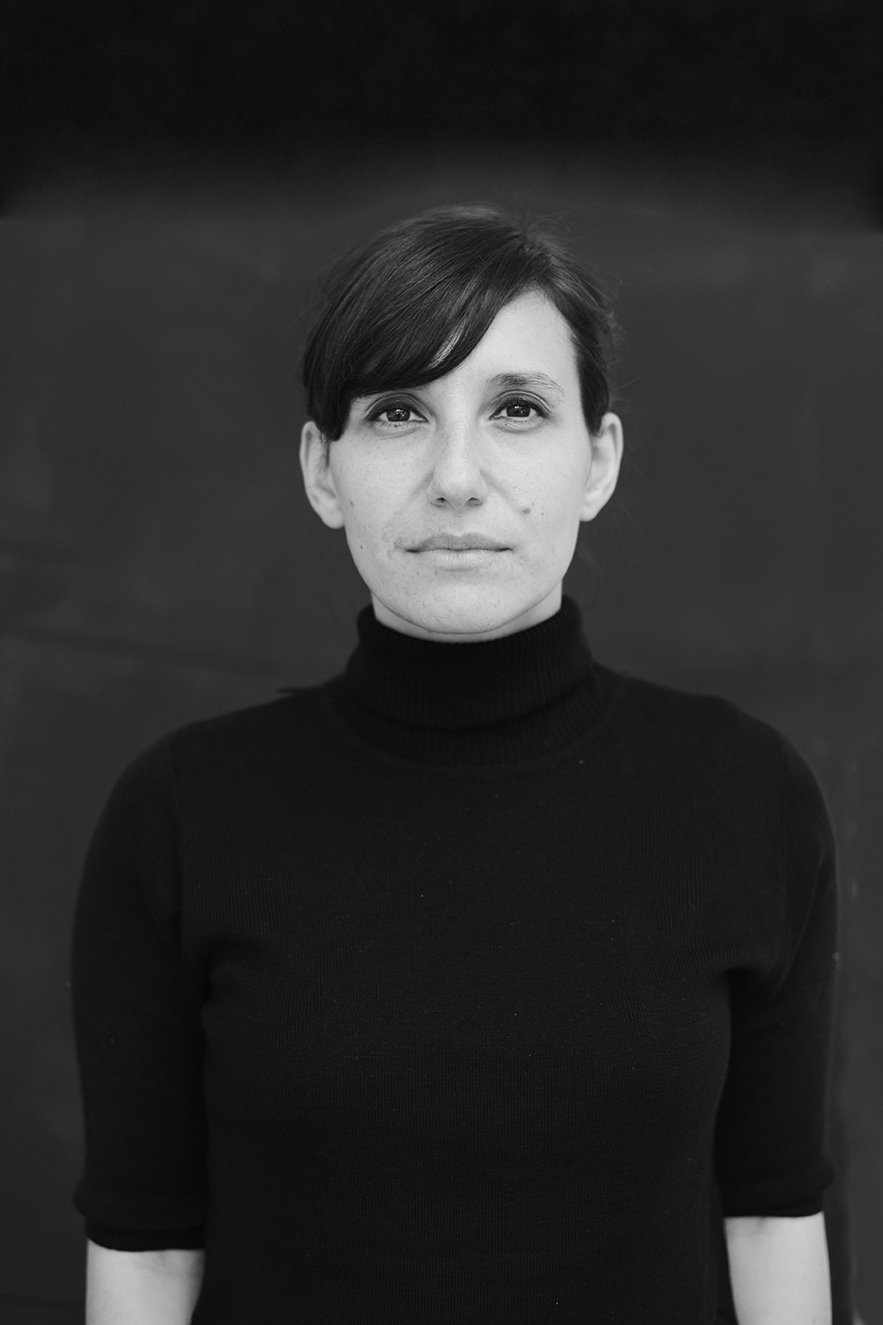
Lilli Messina, 2014

Lilli Messina (* 30. Juni 1976 in Offenbach am Main) ist eine italienisch- und deutschsprachige Autorin, Illustratorin, Grafikerin und Malerin.

## Leben und Werk
Ab 1995 studierte Lilli Messina Germanistik an der Johann Wolfgang von Goethe-Universität in Frankfurt am Main. 2003 schloss sie das Studium der Visuellen Kommunikation an der Hochschule für Gestaltung in Offenbach am Main ab.
Ihre Bücher wurden bisher in zehn Sprachen übersetzt, ihre Bilder wurden u. a. auf der Illustrations-Biennale in Belgrad und im Wilhelm-Busch-Museum Hannover, dem Troisdorfer Bilderbuchmuseum und dem Klingspor-Museum ausgestellt.
2023 ging die Gestaltung des Erzählbuchverlags Berlin vom Bildhauer Alexander Polzin in die Hände der Künstlerin und Grafikerin über.
Lilli Messina lebt mit ihrem Mann, dem Künstler Nasan Tur, und ihren beiden Kindern in Berlin.

## Publikationen (Auswahl)
- Opa ist... Opa!, Kinderbuchverlag Wolff, Bad Soden 2005/2013 Takatuka, Barcelona
- Carrot Band 1–5, Edition Penerbitan Pelangi, Malaysia 2006
- In the Land of Dinosaur, Silver Edition, New York 2006
- Kate the Illustrator, Silver Edition, New York 2006
- Warum ist ein A nicht krumm und ein O nicht so? Baumhausverlag, Frankfurt 2006
- Wenn Kinder lügen, Klett-Cotta Verlag, Stuttgart 2006
- Kinder fordern uns heraus, Klett-Cotta Verlag, Stuttgart 2006
- Vorlesen, oder die Kunst Bücher in Kinderherzen zu schmuggeln, Klett-Cotta Verlag, Stuttgart 2006
- Eltern lösen Konflikte, Klett-Cotta Verlag, Stuttgart 2006
- Kate the Illustrator, Silver Edition, New York 2006
- Rebecca Rasfuzzi, Band 1–3, Baumhausverlag, Frankfurt 2007
- Maximilian Schnecks wunderbarer Regentag, Baumhausverlag, Frankfurt 2007
- Helen Schneiders Tiergeschichten, Baumhausverlag, Frankfurt 2007
- Geborgenheit und Selbstvertrauen, Klett-Cotta Verlag, Stuttgart 2007
- The Show, Silver Editions, New York 2007
- Peter und der Wolf, Kinderbuchverlag Wolff, Bad Soden 2007
- The naked King, Froebel Edition, Korea 2008
- Kleine Lilli ganz groß, Baumhausverlag, Frankfurt 2008
- Max und die Zahlenräuber, Baumhausverlag Frankfurt 2009
- Kleine Lilli und der Stubentiger, Bastei-Lübbe/Baumhaus, Köln 2009
- Limpopo the Lion, Windmill books, London 2009/2010
- Der unbekannte Ritter, Revolver Publishing, Berlin/Johanneum Graz, 2011
- König Dentus rettet die Zahnburg, Coppenrath Verlag, Münster 2012
- Mixus der Kleine Koch 1-3, Einhorn-Verlag, Multimediabook, Berlin 2012/2013
- Cuando el Yayo era peque, Takatuka, Barcelona 2013
- El Yayo y Pepe, Takatuka, Barcelona 2015
- Warum machen A und O zwei Köche froh, 360° Verlag, Hamburg, 2019
- Mein Reiki, Schirner Verlag, Darmstadt, 2020
- Das große Kleine Lilli Buch, 360 Grad Verlag, Hamburg, 2021
- Bitterböse Paloma, Clavis Verlag, Hasselt, Belgium, Herbst 2021